# Маркемон, Дени-Симон де
Дени-Симон де Маркемон (фр. Denis-Simon de Marquemont; 30 сентября 1572, Париж, королевство Франция — 16 сентября 1626, Рим, Папская область) — французский кардинал, доктор обоих прав. Архиепископ Лиона и примас Галлии с 5 ноября 1612 по 16 сентября 1626. Кардинал-священник с 19 января 1626, с титулом церкви Сантиссима-Тринита-аль-Монте-Пинчо с 9 февраля по 16 сентября 1626.